# John Brayford
John Robert Brayford, né le 29 décembre 1987 à Stoke-on-Trent (Angleterre), est un footballeur anglais, qui évolue au poste de défenseur central dans le club de Burton Albion.

## Biographie
John Brayford est recruté par Derby County à l'été 2010, en même temps que son coéquipier de Crewe Alexandra, James Bailey. Le 24 août 2011, il signe un nouveau contrat de trois ans au club.
Le 26 juillet 2013 il rejoint Cardiff City.
Le 24 janvier 2014 il est prêté à Sheffield United. Le 24 janvier 2015 il rejoint Sheffield United.
Le 31 août 2017, il rejoint Burton Albion.

## Statistiques
| Saison      | Club            | Pays                     | Championnat        | Coupes nationales |
| ----------- | --------------- | ------------------------ | ------------------ | ----------------- |
| 2005 - 2006 | Burton Albion   | Conference (D5)          | 1 match            | -                 |
| 2006 - 2007 | Burton Albion   | Conference (D5)          | 25 matchs / 1 but  | -                 |
| 2007 - 2008 | Burton Albion   | Blue Square Premier (D5) | 47 matchs / 5 buts | 4 matchs          |
| 2008 - 2009 | Burton Albion   | Blue Square Premier (D5) | 6 matchs / 1 but   | -                 |
| 2008 - 2009 | Crewe Alexandra | League One (D3)          | 36 matchs / 2 buts | 4 matchs          |
| 2009 - 2010 | Crewe Alexandra | League Two (D4)          | 45 matchs          | 3 matchs          |
| 2010 - 2011 | Derby County    | Championship (D2)        | 46 matchs / 1 but  | 2 matchs          |
| 2011 - 2012 | Derby County    | Championship (D2)        | 5 matchs           | 1 match           |

Dernière mise à jour le 5 septembre 2011